# Nathanaël (poétesse)
Nathanaël (née Nathalie Stephens à Montréal en 1970) est une poétesse, essayiste, traductrice et photographe québécoise. Elle vit à Chicago.

## Biographie
Active sur la scène littéraire québécoise et internationale (France, États-Unis), Nathanaël, aussi connue sous le nom de Nathalie Stephens (qu'elle écrit alors tout en minuscules), publie de nombreux titres. On dit de l'auteure qu'elle « se caractérise par sa persévérance, sa hardiesse, la profondeur de sa réflexion, son bilinguisme qui lui permet de produire une œuvre oscillant entre le français et l'anglais et de se défaire, dans les deux langues, des contraintes des genres littéraires ».
En poésie, elle publie notamment Je Nathanaël (L'Hexagone, 2003), L'injure (L'Hexagone, 2004), s'arrête? Je, Montréal, L'Hexagone, 2007, 77 p. (ISBN 978-2-89006-792-9), Carnet de désaccords (Le Quartanier, 2009), Carnet de délibérations (Le Quartanier, 2011) ainsi que Carnet de somme (Le Quartanier, 2012),,,,.
Comme essayiste, elle fait paraître L'absence au lieu (Claude Cahun et le livre inouvert) (Éditions Nota bene, 2007), Sotto l'immagine (Mémoire d'encrier, 2014), Laisse (Mémoire d'encrier, 2016) ainsi que Le cri du chrysanthème (Le Quartanier, 2018).
Nathanaël est également traductrice. Elle traduit notamment Édouard Glissant, Hervé Guibert, Danielle Collobert et Catherine Mavrikakis.
Récipiendaire du Prix Alain-Grandbois (2008), de la bourse du Centre National du Livre de France ainsi que de la bourse du PEN American Center, Nathanaël est également finaliste pour le Prix Christine Dumitriu-Van-Saanen (2000), le Prix Trillium (2005) ainsi que le Prix Spirale-Eva-Le-Grand (2009),,,,,.
Nathanaël vit à Chicago.

## Œuvres

### Poésie
- Hivernale : poème, Toronto, Éditions du Gref, 1995, 72 p. (ISBN 0-921916-68-X)
- (en-CA) This Imagined Permanence, Toronto, Gutter Press, 1996, 86 p.
- Colette m'entends-tu?, Laval, Trois, 1997, 63 p. (ISBN 2-920887-85-8)
- L'embrasure, Laval, Trois, 2002, 80 p. (ISBN 2-89516-033-3)
- Je Nathanaël, Montréal, L'Hexagone, 2003, 92 p. (ISBN 2-89006-696-7 et 9782890066960)
- L'injure, Montréal, L'Hexagone, 2004, 62 p. (ISBN 2-89006-718-1)
- s'arrête? Je, Montréal, L'Hexagone, 2007, 77 p. (ISBN 978-2-89006-792-9)

- Carnet de désaccords, Montréal, Le Quartanier, 2009, 110 p. (ISBN 978-2-923400-50-1)
- Carnet de délibérations, Montréal, Le Quartanier, 2011, 155 p. (ISBN 978-2-923400-85-3)
- Carnet de somme, Montréal, Le Quartanier, 2012, 130 p. (ISBN 9782896980338)

### Essais
- L'absence au lieu (Claude Cahun et le livre inouvert), Montréal, Éditions Nota bene, 2007, 108 p. (ISBN 978-2-89518-264-1)
- Sotto l'immagine, Montréal, Mémoire d'encrier, 2014, 83 p. (ISBN 9782897122461)
- Laisse, Montréal, Mémoire d'encrier, 2016, 91 p. (ISBN 9782897124236)
- Le cri du chrysanthème, Montréal, Le Quartanier, 2018, 110 p. (ISBN 9782896983681)

### Nouvelles
- Underground, Laval, Trois, 1999, 80 p. [Réédition : Montréal, Le Quartanier, 2018, 74 p.] (ISBN 2-89516-002-3 et 9782896983674)

### Anthologies
- N'existe : carnets 2007-2010, Montréal, Le Quartanier, 2017, 408 p. (ISBN 9782896983209)
- Alula, de son nom de plume ; Je Nathanaël ; L'injure ; ... s'arrête ? Je / Nathanaël, avec un avant-propos d'Hervé Sanson, Montréal, L'Hexagone, 2018, 272 p. (ISBN 9782896481095)
- Nous sommes un corps lointain, Montréal, Mémoire d'encrier, 2020, n.p. (ISBN 9782897126940 et 2897126949)

## Prix et distinctions
- 2000 - Finaliste : Prix Christine Dumitriu-Van-Saanen (pour Underground)[9]
- 2002 - Récipiendaire : Bourse du Centre National du Livre de France[1]
- 2003 - Récipiendaire : Bourse du PEN American Center[1]
- 2005 - Finaliste : Prix Trillium (pour L'Injure)[10]
- 2008 - Récipiendaire : Prix Alain-Grandbois (pour , s'arrête? Je,)[11],[12]
- 2009 - Finaliste : Prix Spirale-Eva-Le-Grand (pour Carnet de désaccords)[13]